# Liga das Nações da UEFA D de 2018–19
A Liga das Nações da UEFA D de 2018–19 foi a quarta divisão da edição de 2018–19 da Liga das Nações da UEFA. Foi a primeira edição do torneio envolvendo as 55 associações da UEFA.

## Formato
Doze equipes foram divididas em quatro grupos de três equipes cada grupo, conforme sua colocação no Ranking da UEFA. Nestes grupos, as equipes jogaram entre si partidas de ida e volta, totalizando seis partidas por equipe. Após estas seis rodadas, o primeiro colocado do grupo, é promovido a Liga C de 2020–21.
A competição está ligada à qualificação para a Euro 2020, tendo outra chance para se qualificar para a competição. O processo de qualificação principal começará em março de 2019, ao invés de se iniciar em setembro de 2018, logo após a Campeonato do Mundo FIFA de 2018, e vai acabar em novembro de 2019. As quatro divisões indicarão um classificado para o Euro 2020, onde quatro equipas de cada divisão, que não se classificaram para a competição, irão competir num playoff para a competição, em março de 2020. Os classificados ao playoff serão os primeiros colocados de cada grupo, porém se os mesmos já estiverem classificados para o Euro, a vaga será passada a próxima melhor equipa classificada na divisão. Caso houver menos de quatro equipas que ainda não se classificaram para o Euro, o classificado ao playoff será selecionado da divisão seguinte. Os vencedores dos playoffs de cada divisão, com duas semifinais e uma final, será automaticamente classificado ao Campeonato Europeu de Futebol de 2020.

## Participantes
| Equipe             | Coef.  | Pos. |
| ------------------ | ------ | ---- |
| Azerbaijão         | 17.761 | 40   |
| Macedônia do Norte | 17.071 | 41   |
| Bielorrússia       | 16.868 | 42   |
| Geórgia            | 16.523 | 43   |
| Armênia            | 15.846 | 44   |
| Letónia            | 15.821 | 45   |
| Ilhas Faroé        | 15.490 | 46   |
| Luxemburgo         | 14.231 | 47   |
| Cazaquistão        | 13.431 | 48   |
| Moldávia           | 13.130 | 49   |
| Liechtenstein      | 10.950 | 50   |
| Malta              | 10.870 | 51   |
| Andorra            | 10.240 | 52   |
| Kosovo             | 9.950  | 53   |
| San Marino         | 8.190  | 54   |
| Gibraltar          | 7.550  | 55   |

## Grupos
|  | Equipes classificadas à Liga das Nações da UEFA C de 2020–21 |

### Grupo 1
| Pos | Equipe          | Pts | J | V | E | D | GP | GC | SG  | Promovido          |     | Geórgia | Cazaquistão | Letónia | Andorra |
| --- | --------------- | --- | - | - | - | - | -- | -- | --- | ------------------ | --- | ------- | ----------- | ------- | ------- |
| 1   | Geórgia (P)     | 16  | 6 | 5 | 1 | 0 | 12 | 2  | +10 | Promovido à Liga C |     | —       | 2–1         | 1–0     | 3–0     |
| 2   | Cazaquistão (P) | 6   | 6 | 1 | 3 | 2 | 8  | 7  | +1  | Promovido à Liga C |     | 0–2     | —           | 1–1     | 4–0     |
| 3   | Letónia         | 4   | 6 | 0 | 4 | 2 | 2  | 6  | −4  |                    |     | 0–3     | 1–1         | —       | 0–0     |
| 4   | Andorra         | 4   | 6 | 0 | 4 | 2 | 2  | 9  | −7  |                    | 1–1 | 1–1     | 0–0         | —       |         |

1. 1 2  Empatados no confronto direto. A diferença geral de gols foi usada como desempate.

| 6 de setembro de 2018 | Cazaquistão | 0 – 2     | Geórgia                            | Astana Arena, Astana                          |
| 20:00 (UTC+6)         |             | Relatório | Chakvetadze 69' · Malyi 74' (g.c.) | Público: 28 736 Árbitro: TUR Halil Umut Meler |

| 6 de setembro de 2018 | Letónia | 0 – 0     | Andorra | Estádio Daugava, Riga                     |
| 21:45 (UTC+3)         |         | Relatório |         | Público: 4 803 Árbitro: NIR Keith Kennedy |

| 9 de setembro de 2018 | Geórgia               | 1 – 0     | Letónia | Estádio Boris Paichadze, Tbilisi                   |
| 20:00 (UTC+4)         | Okriashvili 77' (pen) | Relatório |         | Público: 45 716 Árbitro: GRE Anastasios Papapetrou |

| 10 de setembro de 2018 | Andorra   | 1 – 1     | Cazaquistão    | Estadi Nacional, Andorra-a-Velha                    |
| 20:45 (UTC+2)          | Aláez 86' | Relatório | Logvinenko 68' | Público: 1 235 Árbitro: ISL Vilhjalmur Thorarinsson |

| 13 de outubro de 2018 | Geórgia                              | 3 – 0     | Andorra | Estádio Boris Paichadze, Tbilisi              |
| 20:00 (UTC+4)         | Kazaishvili 33', 84' · Kankava 90+4' | Relatório |         | Público: 32 212 Árbitro: CYP Leontios Trattou |

| 13 de outubro de 2018 | Letónia        | 1 – 1     | Cazaquistão     | Estádio Daugava, Riga                      |
| 19:00 (UTC+3)         | Karašausks 40' | Relatório | Zaynutdinov 16' | Público: 4 878 Árbitro: AUT Harald Lechner |

| 16 de outubro de 2018 | Cazaquistão                                                       | 4 – 0     | Andorra | Astana Arena, Astana                      |
| 20:00 (UTC+6)         | Seydakhmet 21' · Turysbek 39' · Gómes 61' (g.c.) · Murtazayev 74' | Relatório |         | Público: 19 854 Árbitro: UKR Serhiy Boiko |

| 16 de outubro de 2018 | Letónia | 0 – 3     | Geórgia                                   | Estádio Daugava, Riga                      |
| 21:45 (UTC+3)         |         | Relatório | Kankava 8' · Gvilia 29' · Chakvetadze 61' | Público: 3 185 Árbitro: CZE Petr Ardeleanu |

| 15 de novembro de 2018 | Cazaquistão    | 1 – 1     | Letónia    | Astana Arena, Astana                   |
| 21:00 (UTC+6)          | Suyumbayev 37' | Relatório | Rakels 49' | Público: 21 463 Árbitro: DEN Jens Maae |

| 15 de novembro de 2018 | Andorra      | 1 – 1     | Geórgia        | Estadi Nacional, Andorra-a-Velha          |
| 20:45 (UTC+1)          | Martínez 63' | Relatório | Chakvetadze 9' | Público: 1 311 Árbitro: ROU Radu Petrescu |

| 19 de novembro de 2018 | Andorra | 0 – 0     | Letónia | Estadi Nacional, Andorra-a-Velha             |
| 18:00 (UTC+1)          |         | Relatório |         | Público: 1 021 Árbitro: TUR Halil Umut Meler |

| 19 de novembro de 2018 | Geórgia                            | 2 – 1     | Cazaquistão   | Estádio Boris Paichadze, Tbilisi           |
| 21:00 (UTC+4)          | Merebashvili 59' · Chakvetadze 84' | Relatório | Omirtayev 90' | Público: 52 220 Árbitro: POR Tiago Martins |

### Grupo 2
| Pos | Equipe           | Pts | J | V | E | D | GP | GC | SG  | Promovido          |  | Bielorrússia | Luxemburgo | Moldávia | San Marino |
| --- | ---------------- | --- | - | - | - | - | -- | -- | --- | ------------------ |  | ------------ | ---------- | -------- | ---------- |
| 1   | Bielorrússia (P) | 14  | 6 | 4 | 2 | 0 | 10 | 0  | +10 | Promovido à Liga C |  | —            | 1–0        | 0–0      | 5–0        |
| 2   | Luxemburgo (P)   | 10  | 6 | 3 | 1 | 2 | 11 | 4  | +7  | Promovido à Liga C |  | 0–2          | —          | 4–0      | 3–0        |
| 3   | Moldávia (P)     | 9   | 6 | 2 | 3 | 1 | 4  | 5  | −1  | Promovido à Liga C |  | 0–0          | 1–1        | —        | 2–0        |
| 4   | San Marino       | 0   | 6 | 0 | 0 | 6 | 0  | 16 | −16 |                    |  | 0–2          | 0–3        | 0–1      | —          |

| 8 de setembro de 2018 | Bielorrússia                                                       | 5 – 0     | San Marino | Estádio Dínamo, Minsk                       |
| 19:00 (UTC+3)         | Stasevich 4' · Drahun 26', 87' · Saroka 67' (pen) · Kavalyow 90+1' | Relatório |            | Público: 13 634 Árbitro: SUI Sandro Schärer |

| 8 de setembro de 2018 | Luxemburgo                                           | 4 – 0     | Moldávia | Stade Josy Barthel, Luxemburgo         |
| 20:45 (UTC+2)         | Malget 34' · O. Thill 60' · Sinani 75' · Martins 83' | Relatório |          | Público: 2 956 Árbitro: IRL Rob Harvey |

| 11 de setembro de 2018 | San Marino | 0 – 3     | Luxemburgo                             | Estádio San Marino, Serravalle        |
| 20:45 (UTC+2)          |            | Relatório | Chanot 9' · Joachim 45+1' · Sinani 52' | Público: 794 Árbitro: SVK Filip Glova |

| 11 de setembro de 2018 | Moldávia | 0 – 0     | Bielorrússia | Estádio Zimbru, Chișinău                |
| 21:45 (UTC+3)          |          | Relatório |              | Público: 4 942 Árbitro: CRO Mario Zebec |

| 12 de outubro de 2018 | Bielorrússia | 1 – 0     | Luxemburgo | Estádio Dínamo, Minsk                      |
| 21:45 (UTC+3)         | Saroka 43'   | Relatório |            | Público: 14 122 Árbitro: TUR Ali Palabıyık |

| 12 de outubro de 2018 | Moldávia         | 2 – 0     | San Marino | Estádio Zimbru, Chișinău                       |
| 21:45 (UTC+3)         | Gînsari 31', 67' | Relatório |            | Público: 5 242 Árbitro: WAL Bryn Markham-Jones |

| 15 de outubro de 2018 | Bielorrússia | 0 – 0     | Moldávia | Estádio Dínamo, Minsk                     |
| 21:45 (UTC+3)         |              | Relatório |          | Público: 10 870 Árbitro: SCO Kevin Clancy |

| 15 de outubro de 2018 | Luxemburgo                            | 3 – 0     | San Marino | Stade Josy Barthel, Luxemburgo                  |
| 20:45 (UTC+2)         | Turpel 4' · Sinani 65' · V. Thill 73' | Relatório |            | Público: 2 876 Árbitro: LVA Aleksandrs Golubevs |

| 15 de novembro de 2018 | San Marino | 0 – 1     | Moldávia     | Estádio San Marino, Serravalle             |
| 20:45 (UTC+1)          |            | Relatório | Damașcan 78' | Público: 747 Árbitro: GRE Georgios Kominis |

| 15 de novembro de 2018 | Luxemburgo | 0 – 2     | Bielorrússia    | Stade Josy Barthel, Luxemburgo               |
| 20:45 (UTC+1)          |            | Relatório | Drahun 37', 54' | Público: 4 533 Árbitro: NED Serdar Gözübüyük |

| 18 de novembro de 2018 | Moldávia          | 1 – 1     | Luxemburgo | Estádio Zimbru, Chișinău                     |
| 19:00 (UTC+2)          | Gînsari 58' (pen) | Relatório | Bensi 70'  | Público: 4 642 Árbitro: SUI Adrien Jaccottet |

| 18 de novembro de 2018 | San Marino | 0 – 2     | Bielorrússia           | Estádio San Marino, Serravalle              |
| 18:00 (UTC+1)          |            | Relatório | Drahun 8' · Saroka 52' | Público: 736 Árbitro: GEO Giorgi Kruashvili |

### Grupo 3
| Pos | Equipe         | Pts | J | V | E | D | GP | GC | SG  | Promovido          |     | Kosovo | Azerbaijão | Ilhas Feroe | Malta |
| --- | -------------- | --- | - | - | - | - | -- | -- | --- | ------------------ | --- | ------ | ---------- | ----------- | ----- |
| 1   | Kosovo (P)     | 14  | 6 | 4 | 2 | 0 | 15 | 2  | +13 | Promovido à Liga C |     | —      | 4–0        | 2–0         | 3–1   |
| 2   | Azerbaijão (P) | 9   | 6 | 2 | 3 | 1 | 7  | 6  | +1  | Promovido à Liga C |     | 0–0    | —          | 2–0         | 1–1   |
| 3   | Ilhas Faroé    | 5   | 6 | 1 | 2 | 3 | 5  | 10 | −5  |                    |     | 1–1    | 0–3        | —           | 3–1   |
| 4   | Malta          | 3   | 6 | 0 | 3 | 3 | 5  | 14 | −9  |                    | 0–5 | 1–1    | 1–1        | —           |       |

| 7 de setembro de 2018 | Azerbaijão | 0 – 0     | Kosovo | Estádio Olímpico, Baku                         |
| 20:00 (UTC+4)         |            | Relatório |        | Público: 19 500 Árbitro: NOR Ola Hobber Nilsen |

| 7 de setembro de 2018 | Ilhas Faroé                                | 3 – 1     | Malta      | Tórsvøllur, Tórshavn                         |
| 19:45 (UTC+1)         | Edmundsson 31' · Joensen 38' · Hansson 52' | Relatório | Mifsud 42' | Público: 3 234 Árbitro: FIN Ville Nevalainen |

| 10 de setembro de 2018 | Kosovo                 | 2 – 0     | Ilhas Faroé | Estádio Fadil Vokrri, Pristina              |
| 20:45 (UTC+2)          | Zeneli 50' · Nuhiu 55' | Relatório |             | Público: 12 677 Árbitro: BEL Bart Vertenten |

| 10 de setembro de 2018 | Malta           | 1 – 1     | Azerbaijão     | Estádio Nacional, Ta' Qali                   |
| 20:45 (UTC+2)          | Agius 10' (pen) | Relatório | Khalilzade 26' | Público: 4 500 Árbitro: MNE Nikola Dabanović |

| 11 de outubro de 2018 | Ilhas Faroé | 0 – 3     | Azerbaijão                                   | Tórsvøllur, Tórshavn                      |
| 19:45 (UTC+1)         |             | Relatório | Richard Almeida 28', 86' (pen) · Nazarov 67' | Público: 2 820 Árbitro: RUS Aleksei Eskov |

| 11 de outubro de 2018 | Kosovo                        | 3 – 1     | Malta     | Estádio Fadil Vokrri, Pristina            |
| 20:45 (UTC+2)         | Kololli 30', 81' · Muriqi 68' | Relatório | Agius 51' | Público: 12 420 Árbitro: HUN Tamás Bognar |

| 14 de outubro de 2018 | Azerbaijão     | 1 – 1     | Malta      | Estádio Olímpico, Baku                  |
| 20:00 (UTC+4)         | Abdullayev 53' | Relatório | Muscat 37' | Público: 16 200 Árbitro: CRO Ivan Bebek |

| 14 de outubro de 2018 | Ilhas Faroé | 1 – 1     | Kosovo     | Tórsvøllur, Tórshavn                         |
| 17:00 (UTC+1)         | Joensen 50' | Relatório | Rashica 9' | Público: 2 300 Árbitro: CZE Miroslav Zelinka |

| 17 de novembro de 2018 | Azerbaijão                         | 2 – 0     | Ilhas Faroé | Estádio Olímpico, Baku                         |
| 21:00 (UTC+4)          | Nattestad 18' (g.c.) · Madatov 28' | Relatório |             | Público: 12 653 Árbitro: CYP Dimitrios Massias |

| 17 de novembro de 2018 | Malta | 0 – 5     | Kosovo                                                    | Estádio Nacional, Ta' Qali                     |
| 18:00 (UTC+1)          |       | Relatório | Muriqi 15' · Kololli 70' · Avdijaj 78', 80' · Rashica 86' | Público: 2 115 Árbitro: POL Bartosz Frankowski |

| 20 de novembro de 2018 | Kosovo                             | 4 – 0     | Azerbaijão | Estádio Fadil Vokrri, Pristina             |
| 20:45 (UTC+1)          | Zeneli 2', 50', 76' · Rrahmani 61' | Relatório |            | Público: 12 532 Árbitro: FRA Benoît Millot |

| 20 de novembro de 2018 | Malta       | 1 – 1     | Ilhas Faroé | Estádio Nacional, Ta' Qali                 |
| 20:45 (UTC+1)          | Corbalan 4' | Relatório | Joensen 3'  | Público: 2 152 Árbitro: RUS Vitali Meshkov |

### Grupo 4
| Pos | Equipe                 | Pts | J | V | E | D | GP | GC | SG  | Promovido          |     | Macedónia do Norte | Arménia | Gibraltar | Liechtenstein |
| --- | ---------------------- | --- | - | - | - | - | -- | -- | --- | ------------------ | --- | ------------------ | ------- | --------- | ------------- |
| 1   | Macedônia do Norte (P) | 15  | 6 | 5 | 0 | 1 | 14 | 5  | +9  | Promovido à Liga C |     | —                  | 2–0     | 4–0       | 4–1           |
| 2   | Armênia (P)            | 10  | 6 | 3 | 1 | 2 | 14 | 8  | +6  | Promovido à Liga C |     | 4–0                | —       | 0–1       | 2–1           |
| 3   | Gibraltar              | 6   | 6 | 2 | 0 | 4 | 5  | 15 | −10 |                    |     | 0–2                | 2–6     | —         | 2–1           |
| 4   | Liechtenstein          | 4   | 6 | 1 | 1 | 4 | 7  | 12 | −5  |                    | 0–2 | 2–2                | 2–0     | —         |               |

| 6 de setembro de 2018 | Armênia                       | 2 – 1     | Liechtenstein | Estádio Republicano, Erevan             |
| 22:45 (UTC+4)         | Pizzelli 30' · Barseghyan 76' | Relatório | Wolfinger 33' | Público: 5 132 Árbitro: ALB Enea Jorgji |

| 6 de setembro de 2018 | Gibraltar | 0 – 2     | Macedônia do Norte           | Victoria Stadium, Gibraltar           |
| 20:45 (UTC+2)         |           | Relatório | Tričkovski 19' · Alioski 35' | Público: 1 850 Árbitro: DEN Jens Maae |

| 9 de setembro de 2018 | Macedônia do Norte             | 2 – 0     | Armênia | Estádio Felipe II da Macedônia, Escópia            |
| 18:00 (UTC+2)         | Alioski 14' (pen) · Pandev 59' | Relatório |         | Público: 4 730 Árbitro: AUT Manuel Schuettengruber |

| 9 de setembro de 2018 | Liechtenstein              | 2 – 0     | Gibraltar | Rheinpark Stadion, Vaduz                    |
| 20:45 (UTC+2)         | Salanović 32' · Wieser 72' | Relatório |           | Público: 1 110 Árbitro: MLT Alan Mario Sant |

| 13 de outubro de 2018 | Armênia | 0 – 1     | Gibraltar              | Estádio Republicano, Erevan             |
| 20:00 (UTC+4)         |         | Relatório | J. Chipolina 50' (pen) | Público: 11 000 Árbitro: SUI Fedayi San |

| 13 de outubro de 2018 | Macedônia do Norte                             | 4 – 1     | Liechtenstein | Estádio Felipe II da Macedônia, Escópia      |
| 20:45 (UTC+2)         | Trajkovski 10', 30' · Pandev 36' · Alioski 67' | Relatório | Yildiz 37'    | Público: 8 100 Árbitro: ISR Roi Reinshreiber |

| 16 de outubro de 2018 | Armênia                                                         | 4 – 0     | Macedônia do Norte | Estádio Republicano, Erevan                      |
| 20:00 (UTC+4)         | Pizzelli 12' · Movsisyan 67' · Ghazaryan 81' · Mkhitaryan 90+4' | Relatório |                    | Público: 8 300 Árbitro: SWE Martin Strömbergsson |

| 16 de outubro de 2018 | Gibraltar                      | 2 – 1     | Liechtenstein | Victoria Stadium, Gibraltar                   |
| 20:45 (UTC+1)         | Cabrera 61' · J. Chipolina 66' | Relatório | Salanović 15' | Público: 2 000 Árbitro: CYP Vasilis Dimitriou |

| 16 de novembro de 2018 | Gibraltar                   | 2 – 6     | Armênia                                                          | Victoria Stadium, Gibraltar                |
| 20:45 (UTC+1)          | De Barr 10' · Priestley 78' | Relatório | Movsisyan 27', 48', 52', 54' · Kartashyan 66' · Karapetyan 90+4' | Público: 1 955 Árbitro: NOR Kai Erik Steen |

| 16 de novembro de 2018 | Liechtenstein | 0 – 2     | Macedônia do Norte             | Rheinpark Stadion, Vaduz                   |
| 20:45 (UTC+1)          |               | Relatório | Bardhi 53' · Nestorovski 90+1' | Público: 2 116 Árbitro: CZE Petr Ardeleanu |

| 19 de novembro de 2018 | Macedônia do Norte                                   | 4 – 0     | Gibraltar | Estádio Felipe II da Macedônia, Escópia   |
| 20:45 (UTC+1)          | Bardhi 27' · Nestorovski 67', 80' · Trajkovski 90+2' | Relatório |           | Público: 2 152 Árbitro: KAZ Daniyar Sakhi |

| 19 de novembro de 2018 | Liechtenstein           | 2 – 2     | Armênia                     | Rheinpark Stadion, Vaduz                  |
| 20:45 (UTC+1)          | Büchel 44' · Hasler 47' | Relatório | Adamyan 9' · Karapetyan 85' | Público: 1 166 Árbitro: LUX Alain Durieux |

## Classificação geral
As 16 seleções da Liga D foram ranqueadas entre 40º e 55º lugares no geral seguindo as seguintes regras:
- As seleções que terminarem em primeiro no seu grupo serão ranqueados entre 40º e 43º baseados nos resultados da fase de grupos.
- As seleções que terminarem em segundo no seu grupo serão ranqueados entre 44º e 47º baseados nos resultados da fase de grupos.
- As seleções que terminarem em terceiro no seu grupo serão ranqueados entre 48º e 51º baseados nos resultados da fase de grupos.
- As seleções que terminarem em quarto no seu grupo serão ranqueados entre 52º e 55º baseados nos resultados da fase de grupos.

| Rnk | Grp | Equipe             | Pts | J | V | E | D | GP | GC | SG  |
| --- | --- | ------------------ | --- | - | - | - | - | -- | -- | --- |
| 40  | 1   | Geórgia            | 16  | 6 | 5 | 1 | 0 | 12 | 2  | +10 |
| 41  | 4   | Macedônia do Norte | 15  | 6 | 5 | 0 | 1 | 14 | 5  | +9  |
| 42  | 3   | Kosovo             | 14  | 6 | 4 | 2 | 0 | 15 | 2  | +13 |
| 43  | 2   | Bielorrússia       | 14  | 6 | 4 | 2 | 0 | 10 | 0  | +10 |
|     |     |                    |     |   |   |   |   |    |    |     |
| 44  | 2   | Luxemburgo         | 10  | 6 | 3 | 1 | 2 | 11 | 4  | +7  |
| 45  | 4   | Armênia            | 10  | 6 | 3 | 1 | 2 | 14 | 8  | +6  |
| 46  | 3   | Azerbaijão         | 9   | 6 | 2 | 3 | 1 | 7  | 6  | +1  |
| 47  | 1   | Cazaquistão        | 6   | 6 | 1 | 3 | 2 | 8  | 7  | +1  |
|     |     |                    |     |   |   |   |   |    |    |     |
| 48  | 2   | Moldávia           | 9   | 6 | 2 | 3 | 1 | 4  | 5  | −1  |
| 49  | 4   | Gibraltar          | 6   | 6 | 2 | 0 | 4 | 5  | 15 | −10 |
| 50  | 3   | Ilhas Faroé        | 5   | 6 | 1 | 2 | 3 | 5  | 10 | −5  |
| 51  | 1   | Letónia            | 4   | 6 | 0 | 4 | 2 | 2  | 6  | −4  |
|     |     |                    |     |   |   |   |   |    |    |     |
| 52  | 4   | Liechtenstein      | 4   | 6 | 1 | 1 | 4 | 7  | 12 | −5  |
| 53  | 1   | Andorra            | 4   | 6 | 0 | 4 | 2 | 2  | 9  | −7  |
| 54  | 3   | Malta              | 3   | 6 | 0 | 3 | 3 | 5  | 14 | −9  |
| 55  | 2   | San Marino         | 0   | 6 | 0 | 0 | 6 | 0  | 16 | −16 |

## Playoffs para a Euro 2020
As quatro melhores seleções segundo a classificação geral que não se classificaram para o Campeonato Europeu de Futebol de 2020 pelas fase de grupos das eliminatórias irão disputar os playoffs.
| Seleção            |
| ------------------ |
| Bielorrússia       |
| Geórgia            |
| Kosovo             |
| Macedônia do Norte |